# Високі Скельки

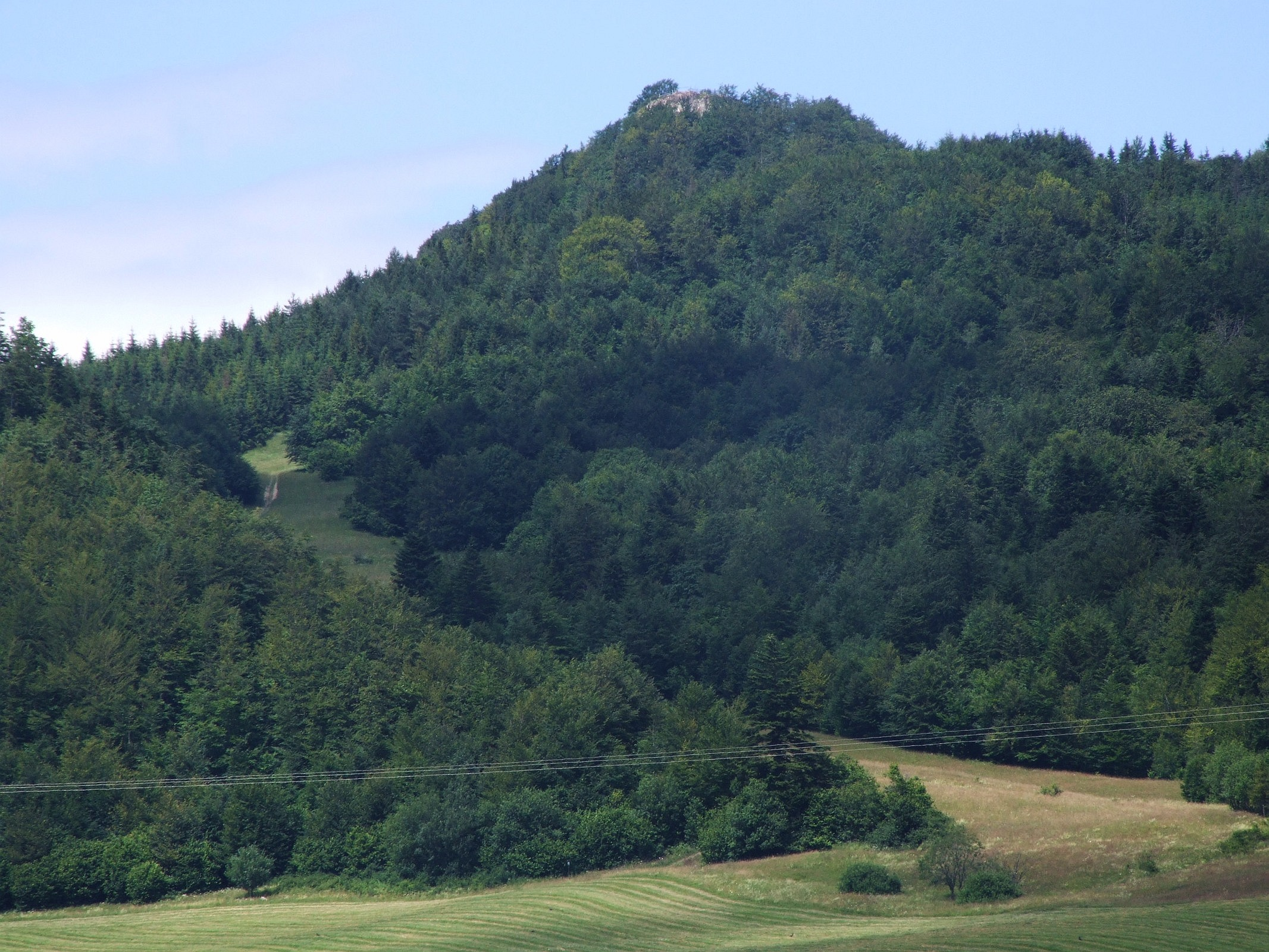
Високі Скельки (Висока) з південної (словацької) сторони

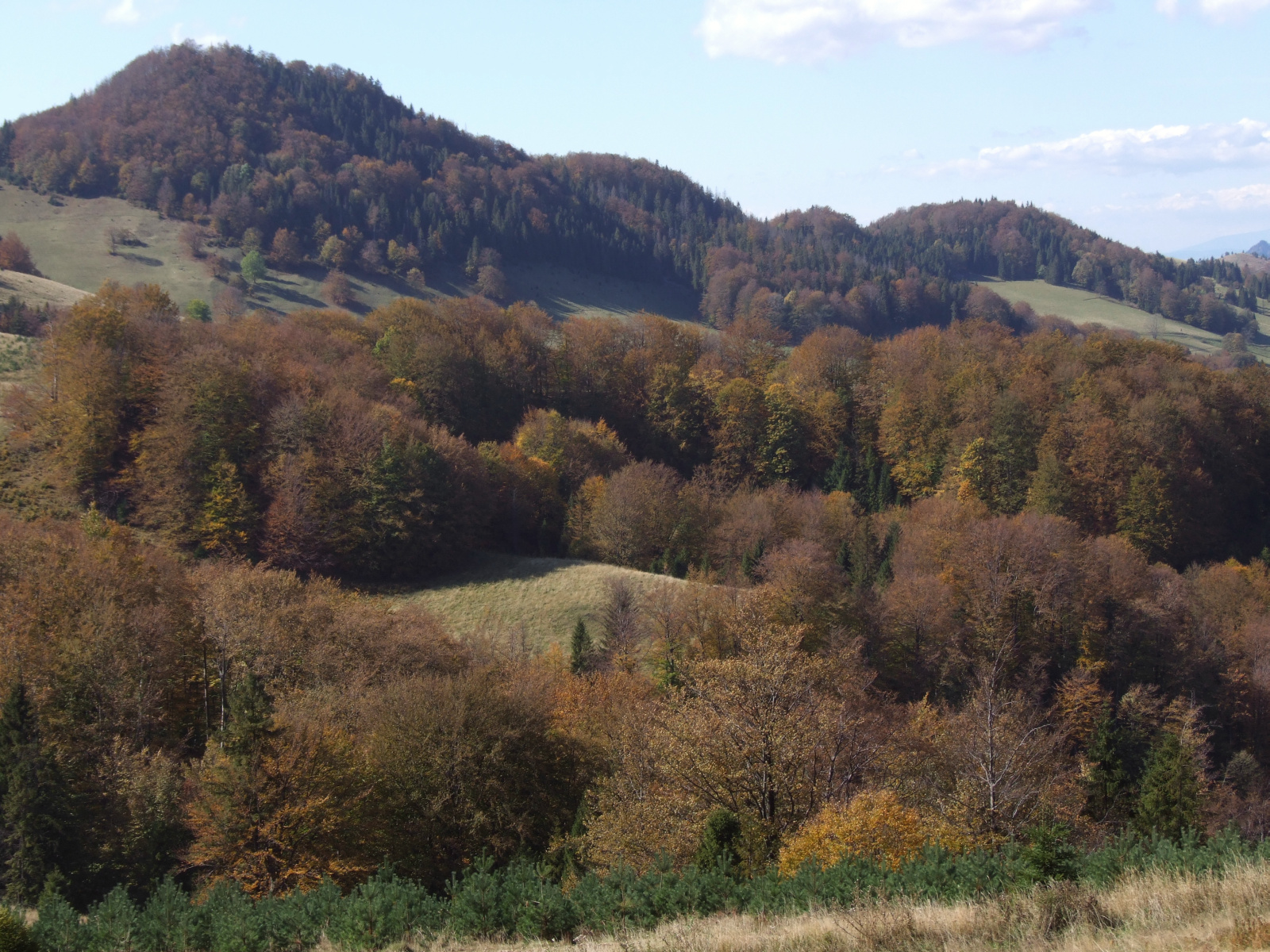
Високі Скельки (Висока), Борсучини та Дурбашка

Високі Скельки, Висока, Високі Скелі (пол. Wysokie Skałki, словац. Vysoké Skalky), 1049,9 м — гора в Малих П'єнінах, розташована на польсько-словацькому кордоні; в той же час найвища гора всіх П'єнін і П'єнінського Скельного Поясу. Раніше ця вершина мала і інші місцеві назви: Памярки, Кічера. Назва Памярки, яку вживають місцеві жителі (лемки), ймовірно, походить від колись існуючої тут тріангуляційної вежі, назва «Кічера» від полонини Кічера, розташованої нижче вершини, на південно-західній стороні гори. Не менш часто використовувалася назва «Висока». Гора належить до Корони Польських Гір.
Високі Скелі розташовані на головному хребті Малих П'єнін, між вершиною Борсучина (939 м), від якої вона відокремлена перевалом Стачурувки (908 м), Капраловою Високою (935 м) та Смерековою (1014 м). З півдня Висока (і П'єніни взагалі) межує з Списька Маґура (масив Вітряного Верха), від якої її відокремлює перевал Корбалова (730 м), через який пролягає національна дорога II категорії № 543 від Червоного Кляштору до місцевості Гнєздне (на перевалі придорожній хрест). Вся гірська територія захищена законом. Південні схили, що спускаються в долину Горбалового Потоку, лежать в межах словацького П'єнінського національного парку, на північно-західному схилі (польська сторона) у 1961 році був створений природний заповідник «Високі Скелі». Захисту підлягає невелика, єдина існуюча зараз в П'єнінах частина гірського ялинового бору. На Високих Скелях, а також на прикордонних скелях, розташованих на схід від них, у 1981 р. підтверджено існування рідкісних у Польщі видів рослин — європейська клопа та перука .
Вершина Високі Скелі (Висока) вже була вказана в старих історичних джерелах. На ній навіть проводилися гірничні пошукові роботи, і тоді вже було відомо, що це найвища вершина П'єнін. У гірничому документі від 1739 року ми читаємо:«Ця гора є найвищою серед інших гір і круглою, на якій скеля, як замок. Доступ до неї занадто прикрий, заледве пішохід може взійти». Також її вже давно відвідують туристи. У 1929 році занотоване перше зимове сходження, котре здійснив Мар'ян Готкевич зі своїми супутниками.
Вершина складається з червоного крихітного вапняку . Зі східної та південно-східної сторони вона створює круті скельні урвища висотою 5–20 м, із заходу на його хребті є кілька скелястих горбів та виступаючих скель: Szurdakowa Skała та Fidrykowa Skała. На перевалі Капралова Висока раніше була галявина, зараз вона вкрита лісом. Вся гора вкрита лісом, лише сама верхівка є скельним куполом, що виступає над лінією ялинового лісу. Звідти відкриваються вражаючі види на Татри, Баб'я (гора), Пасмо Радзейової, Списька Маґура, Левоцькі гори і П'єніни.

## Туристичні маршрути
— проходить від Явірки через Ущелина Гомоле і Поляна під Високою,
 — проходить по Хребту Малих П'єнін від Щавниця через Шафранувку, Дурбашка, Високі Скелі, Вєрхлічка і перевал Роздзєла на Великий Рогач .
Обидва ці маршрути зустрічаються нижче перевалу Капралова Висока. Сліпа гілка туристичної стежки веде від неї до вершини Високі Скелі. Цей заключний відрізок траси деякий час був закритий, але зараз пік знову відкритий для туристів. Спочатку стежка пролягає через ліс, а потім по крутому схилу, іноді за допомогою залізних, обрамлених сходів, різко веде вгору, досягаючи скельного верху. У тому місці ми стикаємося з невеликою оглядовою галереєю, убезпечену сталевими поручнями. Далі на трохи більш скелястій місцевості стежка веде до наступних сходів, які ведуть до скелястого куполу вершини Високі Скелі. На вершині оглядова галерея убезпечена поручнями.